# 21 cm Mörser 10
Il 21 cm Mörser M. 10, abbreviato in 21 Mrs 10, era un obice pesante da 210 mm sviluppato dalla Krupp per l'Esercito imperiale tedesco ed impiegato durante la prima guerra mondiale.

## Storia

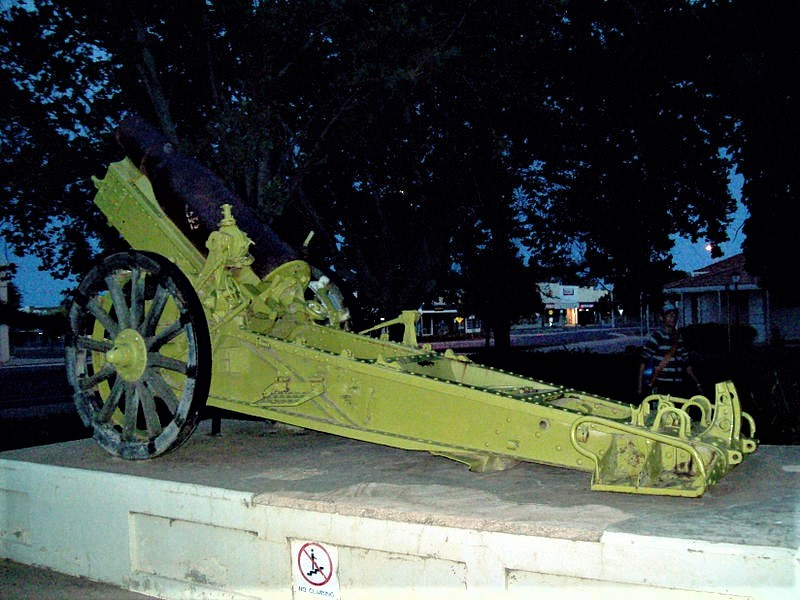
Il prototipo numero 3, sopravvissuto ed esposto a Red Cliffs, Victoria

Nel 1902 lo Heer espresse un requisito per la sostituzione dei vecchi obici ad affusto rigido 21 cm Mörser 99, in bronzo fuso. I primi due prototipi della Krupp furono respinti; il terzo prototipo, denominato 21 cm Versuchsmörser Nr.3  M. 06, venne ordinato in un lotto di 8 pezzi, per equipaggiare due batterie. Due prototipi prodotti dalla Rheinmetall nel 1907 e 1912 furono entrambi respinti.
Alle prove terzo modello della Krupp si rivelò soddisfacente, ad eccezione della gittata troppo corta (7 km), e da esso venne sviluppata la versione definitiva 21 cm Mörser M. 10, in servizio in 216 pezzi allo scoppio della prima guerra mondiale nel 1914. Durante la guerra vennero affiancati e sostituiti dai 21 cm Mörser 16.
Questi obici furono usati fin dai primi giorni di guerra. Fu uno di questi cannoni, il 5 agosto, a sparare il primo colpo della battaglia di Liegi contro uno dei forti orientali, preparando il terreno per la Grande Berta. La necessità di bocche da fuoco portò l'esercito tedesco a schierare sul Fronte occidentale anche le due batterie di prototipi.
Gli obici, efficacemente impiegati su tutti i fronti, erano assegnati normalmente ai reggimenti della Fußartillerie, l'artiglieria a piedi, come una delle armi standard a tiro indiretto. Ogni reggimento era articolato su due battaglioni su quattro batterie ciascuna, equipaggiate con obici da 21 cm Mörser 10 e da 15 cm.

## Tecnica
La bocca da fuoco dell'obice era in acciaio cerchiato, lunga 10 calibri, con otturatore a cuneo orizzontale. La culla, con i vistosi cilindri idropneumatici superiormente alla canna, era incavalcata su un affusto a ruote con coda unica. Durante la guerra alcuni furono dotati di scudatura. Le ruote, in metallo, venivano dotate sul campo di cingoli Bonagente (Radgürtel). L'affusto era dotato di due vomeri, uno pieghevole a metà della coda ed uno fisso all'estremità. Per il caricamenteo e la calcata del proiettile, all'affusto era articolata una cucchiaia sollevabile manualmente.
A causa del suo peso, per il trasporto il pezzo veniva scomposto in due vetture: l'affusto ruotato ed un carro a quattro ruote sulla cui guida centrale veniva fatta scorrere la canna, disconnessa dalla culla.